# Чернокрак лангур
Чернокрак лангур (Semnopithecus hypoleucos) е вид бозайник от семейство Коткоподобни маймуни (Cercopithecidae).

## Разпространение
Разпространен е в Индия.